# NGC 6055
NGC 6055 ist eine Linsenförmige Galaxie mit aktivem Galaxienkern vom Hubble-Typ SB0 im Sternbild Herkules am Nordsternhimmel. Sie ist schätzungsweise 510 Millionen Lichtjahre von der Milchstraße entfernt und hat einen Durchmesser von etwa 150.000 Lichtjahren. Die Galaxie gilt als Mitglied des Herkules-Galaxienhaufens Abell 2151.
Im selben Himmelsareal befinden sich u. a. die Galaxien NGC 6057, PGC 1550777, PGC 1552027, PGC 1552196.
Das Objekt wurde am 8. Juni 1886 vom US-amerikanischen Astronomen Lewis A. Swift entdeckt. Diese Entdeckung wird jedoch von Courtney Seligman dem Objekt PGC 57090 zugeordnet.